# イラクサッカー協会
イラクサッカー協会（イラクサッカーきょうかい、アラビア語: الاتحاد العراقي لكرة القدم、英: Iraqi Football Association）は、イラクにおけるサッカー協会である。略称はIFA。

## 概要
1948年に設立された。国際サッカー連盟（FIFA）には1950年に、アジアサッカー連盟（AFC）には1971年に加入。また、西アジアサッカー連盟（WAFF）には2001年の設立当初より加盟している。また、イラクオリンピック委員会の下部団体でもある。イラクサッカー協会が組織するサッカーイラク代表は、ガルフカップ優勝3回。1980年のモスクワ五輪、1984年のロサンゼルス五輪、1986年のメキシコW杯に出場するなど1970年代後半から80年代半ばにかけてアジア最強の一角を占めていたが、1980年から8年間続いたイラン・イラク戦争、1991年の湾岸戦争とその後の国際的経済制裁さらに2003年のイラク戦争の影響でサッカーを取り巻く環境が著しく悪化した。
しかし、国内が危機的な状況の中、AFCユース選手権2000で19歳以下の代表が優勝を飾り、若年層に才能が育っていたことはアジアのサッカー界に驚きをもって受け止められた。この世代の選手たちが中心となり、イラク戦争・ウダイ・サッダーム・フセイン死亡後には2004年の中国アジアカップでベスト8、アテネ五輪で4位、2006年のアジア大会で準優勝と立て続けに国際大会で好成績を上げた。過去には、イラク政府がオリンピック委員会やIFAに政治的介入を行ったことが原因で、何度かFIFAから資格停止処分を受けている。

## 運営・組織
- サッカーイラク代表
- サッカーイラク女子代表
- U-23サッカーイラク代表
- イラク・プレミアリーグ

## トラブル
- イラク国内のスポーツを統括し、イラクサッカー協会会長を兼務していたサッダーム・フセインの息子・ウダイ・サッダーム・フセインは、成績不振のスポーツ選手に対して日常的に拷問を行い、52人ものスポーツ選手を拷問によって死に至らしめたと言われている。のちにアメリカ軍によってイラク制圧後にウダイが利用していたとされる拷問用のマスクなど多数の拷問器具が発見されている。また、ウダイと対立したサッカーイラク代表監督はウダイから自宅にロケット砲を撃ち込まれている。1993年から1997年までイラク代表のDFを務め、ウダイのサッカー選手への拷問を最初に証言したシャラル・ハイダル（HAYDAR MOHAMED Sharar）現イラクサッカー協会副会長は、「1994年アメリカＷ杯アジア予選前に、ウダイは敵対国アメリカのＷ杯に出場するようイラク代表に物凄い圧力をかけてきた。それ以前に、バグダッド郊外のアル・ラドワニアの刑務所に2度にわたり投獄され満身創痍の状態だったため、イラク代表から外してほしいと懇願した所、同刑務所に3度目の投獄を受け、ファラカ（=木靴で蹴りつける・足の裏を木の棒で叩く拷問）等様々な拷問を受け、6カ月投獄された」と語っている[1][2]。1993年に行われた1994年アメリカＷ杯アジア地区最終予選の日本対イラク戦（ドーハの悲劇）でも、もしイラク代表が日本代表に敗北していた場合、メンバーに対し全員鞭打ちの刑に処せられることになっていた、と当時のイラク代表のメンバーが証言している。1997年、イラクは第1シードとして、仏W杯アジア1次予選グループ9でカザフスタンとパキスタンと同じ組になったが、カザフスタンがイラクの成績を上回り、イラクの予選敗退が決まった。1997年6月29日､1次予選最終戦のアウェイでのカザフスタン戦でイラクが敗退し、イラク代表選手たちが帰国すると、ウダイは代表選手たちを軍事施設に連行し、鞭打ちした。また、打放しコンクリートの狭い拷問部屋(立って歩けない程の低い天井で、狭く、更に部屋中に無数の打放しコンクリートの柱がひしめき合うように立っていた)に選手を閉じ込めたりした。この事件をイギリスの新聞がセンセーショナルに報道したことで、後に国際サッカー連盟(FIFA)が調査したが、「暴行は無かった」と報告した。しかし、2003年のイラク戦争で、フセイン政権が倒れると、報道されたウダイの拷問の全てが事実であったことが判明した[3]。
- 2008年3月26日、2010年南アフリカW杯アジア3次予選グループ1第2戦カタール対イラク戦で、カタール国籍を取得したエメルソンが出場し、2-0でカタール代表が勝利した[4]。試合後、イラクサッカー協会はエメルソンにはブラジルのユース代表公式戦出場歴があって、カタール代表に選ばれる資格がないことについて国際サッカー連盟(FIFA)に正式に上申したが、最終的に同年6月17日にFIFAが、「エメルソンは8試合のU-20ブラジル代表公式戦出場歴のため、今後カタール代表でプレーする資格はないが、試合結果は変わらない」と発表した。2010年南アフリカW杯の規則では「出場資格のない選手を出場させた場合、相手チームに勝ち点3を与える」というルールがあった。しかし当該国はそのための抗議を試合後24時間以内に行わなければならず、同時に調査費用をFIFAに支払わなければならない。ところがイラクサッカー協会が費用を送金したのは期限の11日後だった。従って「抗議」自体が成立せず、試合結果は変わらないとFIFAが決定を下した[4]。イラクサッカー協会はスポーツ仲裁裁判所(CAS)へ訴えたが、同年9月29日、CASはFIFAの主張を認め、「試合はそのまま成立」という結論を出した[4]。
- 2008年5月には、イラク政府がイラクオリンピック委員会の解散を決定した（すなわち下部団体であるIFAも解散となる）ことから、FIFAがIFAを資格停止処分としたことがある。このため2010 FIFAワールドカップの予選に出場する予定だったサッカーイラク代表が予選から排除される可能性が浮上したが、イラク政府が「IFAについては従来の活動を維持する」ことを確約したことで同月中に処分は解除された[5]。
- 2009年11月にはイラクオリンピック委員会がIFAの解散を決定したことに対し、FIFAが「イラク政府による不当な政治的介入である」としてIFAを資格停止処分とし、イラク国内の全てのサッカーチームの国際試合を禁止する処分を下した[6]。このためAFCカップ2010へのイラクのクラブの参加が見送られるなどの影響が出ている。なおこの停止処分は2010年3月に解除されている[7]。
- 2011年9月23日、イラクの国際試合(年代別代表からA代表まで)のホームゲームのイラク国内開催がFIFAによって禁止された。武装勢力が割拠し、テロが多発するような国内情勢に加え、2011年9月2日にイラク北部アルビールで行われたブラジルW杯アジア3次予選A組第1節イラク対ヨルダン戦の警備体制が、FIFAの基準を満たしていなかったことがその理由である。その後、FIFAはイラクの国際試合(年代別代表からA代表まで)のホームゲームは全てカタールで開催することを決めた[8]。2013年3月21日、親善試合に限り、イラク国内開催禁止処分が解除された。ブラジルW杯アジア最終予選は、引き続きカタールでイラクのホームゲームが行われた。AFCアジアカップ2015 (予選)では、アラブ首長国連邦でイラクのホームゲームが行われる[9]。2013年3月26日、18か月ぶりにイラク首都バグダードでシリアとの国内親善試合が行われ、2-1で勝利した。ところが、同年5月27日にバグダードでリベリアとの国内親善試合(0-1でイラク敗戦)開催中にバグダードやイラク北部で爆弾攻撃や銃撃戦が起き、計58名が死亡し、試合会場アル・シャアブ・スタジアム(60,000人収容)の背後にまで爆弾攻撃の煙が迫る事態となった。国際テロ組織アルカーイダとつながりのあるスンナ派武装勢力がシーア派を狙った爆破事件と見られている[10]。同年7月4日、FIFAはイラク国内治安悪化を理由に、再び、イラクの国内親善試合開催も禁止した[11]。その後、FIFAは2015年6月27日開催予定のシリアとの親善試合をイラク南部のバスラで行うことを特別に許可した。これを受け、イラクサッカー協会はロシアＷ杯アジア2次予選のイラクのホームゲームの国内開催実施の意向を示したが[12]、結局、全てイラン首都テヘランで開催された。その後進出したロシアＷ杯アジア最終予選でも、マレーシア・シャー・アラムで1試合、イラン首都テヘランで3試合、ヨルダン首都アンマンで1試合とイラクのホームゲームは全てイラク国外で行われた。2018年3月16日、FIFA評議会(旧FIFA理事会)が、イラクの都市の内、情勢が安定しているアルビール、バスラ、カルバラーの３都市に限りイラクの公式戦実施許可を決めた。イラク首都バグダード開催は、今後検討していくとした[13]。
- 2012年7月28日､2011年8月29日からイラク代表監督に就任したジーコは自身の公式HPで、ジーコは5か月間、スタッフは10か月間給料未払いであることや2012年9月11日に予定されているブラジルW杯アジア最終予選B組第4戦日本戦に出場予定のイラク代表選手7名の所属クラブが無く、練習が困難という状況に対してイラクサッカー協会が何ら手を打たないことを理由として、イラク代表監督辞任を示唆した[14]が、8月7日から弁護士を通じて、給与未払い問題については支払先の銀行口座を再確認するなどの条件のもと、2014年夏までの契約継続を確認し、契約の細部の見直しなどを終えてからイラクでの監督活動を再開した[15]。2012年11月27日、ジーコは自身の公式HPで、イラクサッカー協会の契約不履行を理由に契約を破棄する旨を、同協会とFIFAに通知したと発表し、イラク代表監督を辞任した[16][17]。